# Крамаренко, Александр Павлович
Александр Павлович Крамаренко (2 августа 1962) — украинский журналист и редактор. В 1985 году окончил Харьковский политехнический институт (инженерно-физический факультет).

## Карьера в медиа
- C 2006 года по настоящее время — главный редактор журнала «Деньги.ua» (Украина, Киев, еженедельный журнал о личных финансах, тираж 29,5 тыс. экз., посещаемость сайта журнала — около 60 тыс. уникальных посетителей в неделю).
- 2003—2006 годы — главный редактор еженедельного делового международного журнала «Профиль-Украина» (Украина, Киев, тираж 25 тыс. экз., лицензия «Издательского дома Родионова», РФ)
- 1998—2003 годы — выпускающий редактор делового еженедельника «Бизнес» (Украина, Киев, тираж около 60 тыс. экз.)
- 1996—1998 годы — редактор отдела «Компании и рынки» делового еженедельника «Бизнес».
- 1994—1996 годы — редактор отдела экономики общественно-политического еженедельника «Проспект» (Украина, Харьков, 12 тыс. экз.)

## Научная карьера
1985—1994 годы — инженер-исследователь, младший научный сотрудник, научный сотрудник, старший научный сотрудник, Институт проблем машиностроения Академии наук Украины(Украина, Харьков). Более 25 научных работ в области механики деформируемого твердого тела. Кандидат технических наук(1990 г.)